# Leonora Armellini
Leonora Armellini (Padua, 25 de junio de 1992) es una pianista italiana.

## Biografía
Armellini nació en Padua. Comenzó sus lecciones de piano a los cuatro años bajo la supervisión de Laura Palmieri, alumna y heredera de la escuela Arturo Benedetti Michelangeli. Se graduó del conservatorio con summa cum laude a los 12 años, tras lo cual continuó sus estudios en la Accademia Nazionale di Santa Cecilia de Roma en la promoción de Sergio Perticaroli, de la que se graduó (también con honores) a los 17 años. Desde 2011 estudió con Lilya Zilberstein en la Hochschule für Musik und Theatre de Hamburgo, también fue alumna de Boris Petrushansky en la Academia Internacional de Piano “Incontri col Maestro” en Imola. Además, estudió composición en el Conservatorio Cesare Pollini de Padua con Giovanni Bonato. Armellini también se benefició de la beca Theo Lieven Scholar, que le permitió estudiar piano con William Grant Naboré en el Conservatorio de Lugano.

## Premios y reconocimientos
Es ganadora de muchos concursos de piano italianos en los que participó desde los seis años. En 2005, ganó el primer premio del Premio Venezia, un concurso para los mejores graduados de academias de música en Italia. En 2009, ganó el primer premio en el Concurso Internacional de Piano Camillo Togni en Brescia. En el XVI Concurso Internacional de Piano Chopin en Varsovia en 2010 alcanzó la tercera etapa. También recibió el premio Janina Nawrocka por su “extraordinaria musicalidad y belleza de sonido”. En mayo de 2013 fue reconocida por el consejo de la Associazione Nazionale Critici Musicali, por cuya decisión se le otorgó el prestigioso premio Piero Farulli al trío musical cuyos integrantes, además de Leonora Armellini, son la violinista Laura Marzadori y el violonchelista Ludovico Armellini -su hermano.
El 23 de septiembre de 2013 en el Teatro La Pergola de Florencia, Leonora Armellini recibió el prestigioso premio internacional Galileo 2000 de manos de Zubin Mehta por su “coraje y talento musical”.
Fue finalista en el XVI Concurso Internacional de Piano Ferruccio Busoni en 2017, así como en la versión XVIII del Concurso Internacional de Piano Chopin de Varsovia, en 2021, tocando el 18 de octubre.

## Conciertos e interpretaciones
El repertorio de Leonora Armellini incluye obras de, entre otros, Haydn, Mozart, Beethoven, Mendelssohn, Chopin, Schumann, Clara Schumann, Liszt, Gershwin, Prokófiev y Chaikovski. Sus logros artísticos incluyen varios cientos de interpretaciones en Italia, Polonia, Gran Bretaña, Austria, República Checa, Francia, Suiza, Alemania, Rusia, Túnez, Estados Unidos, India, China, Corea del Sur y Japón. A la edad de 17 años, se presentó en el Carnegie Weill Recital Hall de Nueva York. Ha tocado en varios festivales, entre ellos Lugano, como parte del Proyecto de Martha Argerich; en el Festival Internacional Chopin en Duszniki Zdrój, Polonia, y en el Festival Internacional de Música «Chopin and His Europe» en Varsovia, Polonia (2011). También interpretó en el Festival Internacional A. B.  Michelangeli en Bérgamo y Brescia, y en el Festival Dino Ciani en Cortina d'Ampezzo. En 2006, dio un recital en el Gran Teatro La Fenice en Venecia con motivo de la celebración oficial del 60 aniversario de la República Italiana. En 2013, en lugar del indispuesto Daniel Barenboim, realizó un concierto en el Festival de San Remo, transmitido a una audiencia de aproximadamente 155 millones de personas.
Ha tocado como solista con orquestas como la Filarmónica de Varsovia, la Filarmónica de Kronstadt, la Orquesta Filarmónica de Turín, I Solisti Veneti, la Orquesta del Teatro La Fenice de Venecia, la Orquesta de Cámara del Teatro Alla Scala de Milán, la Orquesta del Teatro Giuseppe Verdi de Trieste, I Virtuosi Italiani, la Orquesta dell'Arena di Verona, la Orchestra Alpe-Adria o Sinfonia Varsovia.
Ha colaborado con directores como Alexandre Rabinovitch-Barakovsky, Claudio Scimone, Zoltán Peskó, Anton Nanut, Andrea Battistoni, Damian Iorio, Giordano Bellincampi, Christopher Franklin, Massimiliano Caldi, Emilian Madey, Jacek Kaspszyk, Maurizio Dini Ciacci.
También interpreta como música de cámara. Ha tocado con Lilya Zilberstein y Jeffrey Swann, Mario Brunelli, Giovanni Angeleri, Trie Broz, Laura Marzadori, Lucia Hall y Sonig Tchakerian, entre otros.

## Discografía

### DVD
- Leonora Armellini. Recital de piano (DVD Vídeo, Continuo Registros CR128, 2019)

### CD (seleccionado)
- Chopin (SACD, Velut Luna CVLD156, 2007)
- Chopin: Nokturn cis-moll; Ballada As-dur; Etiuda Es-dur; Koncert e-moll, op. 11 (CD, Fryderyk Chopin Institute NIFCCD615, 2012)
- Schumann: Album für die Jugend, op. 68 (CD, Acousence Classics ACO-11813, 2014)
- The Early Years (CD, Velut Luna AUD154, 2016)
- Johannes Brahms: Complete Music for Two Pianos (Leonora Armellini, Mattia Ometto – pianos) (CD, Da Vinci Classics C00138, 2018)
- Johannes Brahms: Cello Sonatas (Luca Giovannini – violonchelo, Leonora Armellini – piano) (CD, Velut Luna CVLD327, 2020)
- Poulenc, Britten, Debussy: Music for 2 Pianos and Piano for 4-hands (Leonora Armellini, Mattia Ometto – pianos) (CD, Brilliant Classics 96163, 2020)

## Publicaciones
Es coautora (junto con el psiquiatra italiano Matteo Rampin) del libro Mozart era un figo, Bach ancora di più (2014), reimpreso varias veces y traducido al español.